# Kvinde kat værst
Kvinde kat værst er en dansk kortfilm fra 1996, der er instrueret af Lillian Simonsen.

## Handling
I en satirisk monolog gør en ung kvinde sig til talskvinde for sin generation omkring ligestilling. Hun sidder i sin smukke Alt for damerne-udestue med sin kat, der ikke er helt enig med sin ejerinde. Kvinden siger noget, og katten udtrykker noget ganske andet.